# Alexandra Petrowna Chwostowa

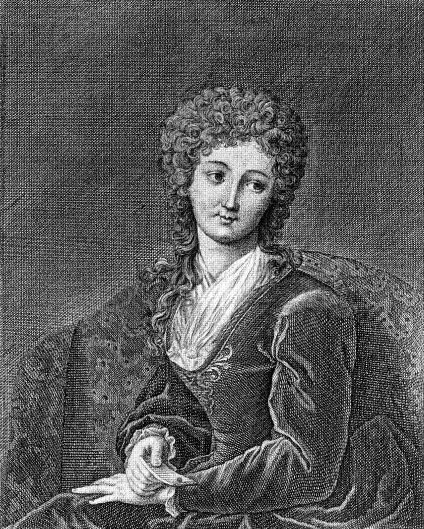
Alexandra Petrowna Chwostowa

Alexandra Petrowna Chwostowa, geboren Alexandra Petrowna Cheraskowa, (russisch Александра Петровна Хвостова, Geburtsname russisch Александра Петровна Хераскова; * 1768 in St. Petersburg; † 1853 in Kiew) war eine russische Schriftstellerin. Sie benutze die Pseudonyme A-a, Chwa-a und Christianka.

## Leben
Alexandra Petrowna war die Tochter Pjotr Matwejewitsch Cheraskows und seiner Frau Jelisaweta Petrowna geborene Gräfin Dewjer sowie Nichte des bekannten Schriftstellers Michail Matwejewitsch Cheraskow. Sie genoss eine gute häusliche Erziehung. Sie lernte Fremdsprachen und studierte die russische und fremdsprachige Literatur, unterstützt von ihrem Onkel Michail Cheraskow. 1788 heiratete sie Dmitri Semjonowitsch Chwostow.
Alexandra Petrowna Chwostowas erstes gedrucktes Werk war die Übersetzung der französischen Abhandlung Via Sion lugent (auch bekannt als De triplici via oder Théologie mystique) des Kartäusermönchs Hugues de Balma. 1796 veröffentlichte sie kleine empfindsame Prosawerke in der Sprache Karamsins. Sie wurden sehr gut aufgenommen und ins Französische, Deutsche und Englische übersetzt. Die Biographie des hommes vivants (1817) widmete ihr einen Artikel. In ihrem St. Petersburger Salon traf sich die gebildete Welt, so auch Dmitri Bludow, Alexander Belosselski und die Grafen Joseph und Xavier de Maistre.
Als sich Anfang des 18. Jahrhunderts mystische und supranaturalistische Vorstellungen in der St. Petersburger höheren Gesellschaft ausbreiteten, begeisterte sich auch Alexandra Chwostowa dafür. Sie schloss sich insbesondere dem Kreis um Alexander Labsin an und wurde Mitarbeiterin seines Sionski Westnik (Zionsboten). Als die Verfolgung des Mystizismus begann, wurde Chwostowa aus St. Petersburg verbannt, so dass sie sich in Kiew niederließ. Dort wurde sie zur Vorsitzenden der Kiewer Gesellschaft für Armenfürsorge gewählt und war Leiterin der Fachschule für Frauen der Gräfin A. W. Lewaschowa.